# William Haselden
William Kerridge Haselden (né le 3 décembre 1872 à Séville en Espagne et mort le 25 décembre 1953 à Aldeburgh en Grande-Bretagne) est un dessinateur d'humour anglais.

## Biographie
William Kerridge Haselden est né le 3 décembre 1872 à Séville. Ses parents, Adolphe Henry Haselden et Susan Elizabeth Kerridge, se sont rencontrés à Séville dont son père dirigeait l'usine à gaz. Lors de vacances familiales en Angleterre en 1878, son père meurt de pneumonie. Susan Elizabeth et ses cinq enfants sont alors restés en Angleterre. Leur situation financière se précarisant, William a dû renoncer à son école privée et a finalement quitté l'école à seize ans, sans éducation artistique particulière. 
Il a travaillé aux écritures à la Lloyd's de Londres pendant treize ans, jusqu'à ce que The Sovereign accepte un de ses dessins. Ce périodique a rapidement disparu, mais quelques mois plus tard, Haselden a obtenu des piges pour The Tatler et la St. Jame's Gaertte. Enfin, en 1903, il obtient un poste au Daily Mirror, qu'il ne quittera qu'en prenant sa retraite, en 1940. Embauché à l'origine pour produire des dessins politiques, il s'est spécialisé dans le commentaire social gentiment conservateur et reflétant les mœurs et les modes des classes moyennes. Ses planches contiennent des phylactères et des séquences de dessins, ce qui vaut parfois à Haselden le titre de père de la bande dessinée britannique. À partir de 1906 il a aussi collaboré à Punch.
Pendant la Première Guerre mondiale, il a connu un grand succès avec une de ses rares œuvres traitant directement de l'actualité, Big and little Willie, une série de dessins moquant l'empereur Guillaume II et son fils Guillaume de Prusse. 